# Nomgon járás
Nomgon járás (mongol nyelven: Номгон сум) Mongólia Dél-Góbi tartományának egyik járása. Területe 19 470 km². Népessége 2869 fő (2009), 1557 fő (2020)
Székhelye, Szangín dalaj (Сангийн далай) 110 km-re fekszik Dalandzadgad tartományi székhelytől.